# C-Kan
José Luis Maldonado Ramos (Guadalajara, Jalisco, 26 de julio de 1987), conocido como C-Kan, es un rapero, compositor, productor y actor mexicano. Su nombre artístico proviene de la palabra "Can" (perro) y la letra C, de cancha: por el lugar en el que vivía "La Cancha 98" («C, Perro», estilizándose como C-Kan). Ganó gran fama en 2012 con su álbum de estudio Voy por el sueño de muchos, alcanzando el número 1 de ventas en iTunes México.
Entre sus principales récords se encuentra, ser el primer artista en la historia del rap en español, en lograr conseguir más de 100 millones de reproducciones en una canción "Vuelve" junto al rapero mexicano MC Davo. Ha sido ganador de los premios IMAS en la categoría "premio J&B de la gente", y nominado a los premios Billboard, Fans Choice Awards e invitado a los Latin Grammy
Comenzó su carrera artística de forma profesional en 2012, con el sello Mastered Trax Latino. Se ha presentado en el Pepsi Center y el Teatro Hipódromo de la Ciudad de México, el Auditorio Benito Juárez en Guadalajara, la Expo-Hip Hop en Monterrey, el Teatro Vorterix en Argentina y el festival Made In América en Filadelfia, además de realizar giras de trabajo por países como Argentina, Colombia, España y Chile (Valdivia, Valparaíso y Antofagasta).
En octubre de 2017 participó en la ceremonia de los Eliot Award de la marca mexicana Kleenex, una de sus más importantes presentaciones en directo, en donde junto a MC Davo interpretó la canción «Round 4».
El 26 de mayo de 2017 sacó su sexto álbum de estudio Días de sol en colaboración con Pipo Ti. El álbum es una mezcla de hip hop y reggae. Tuvo gran éxito en su primera semana de estreno, debutando en el número 12 en la lista de Billboard en las categorías Reggae y Latín Rhythm.

## Biografía
José Luis nació en la ciudad de Guadalajara (México) en 1987. Cuando tenía 12 años su padre murió y se trasladó a casa de su abuela. Es ahí donde comenzó a hacer una vida en las calles junto con el crimen y la violencia. El rap también formó parte de su vida, y a los 16 años descubrió su talento para ello.
No estudió música, pero sí terminó la secundaria. Su nombre artístico derivó de la palabra can, porque su mamá le advertía que tendría una vida de perro si seguía de vago, tal vez por eso uno de sus tantos tatuajes en el brazo derecho es un pitbull. En su dedo medio tiene inscrito “delincuente”, sobre lo cual él le comento a un reportero:

“Eso es lo que la sociedad cree que soy, solo por mi aspecto de “cholo”, pero los policías ni los políticos son mejores que nosotros. Mi mayor delito es fumar y narrar la realidad que muchos se niegan a ver”.

Su  manera de vestir es playeras y pantalones holgados. Es común ver que de su cuello cuelgue un rosario negro, y constantemente usa gorra. Muchas veces esas prendas son de la marca mexicana Yonerone, que diseña ropa de hip hop.

## Carrera musical

### 2002 - 2011: Inicios
A los 14 años, y algo influido por música de grupos y raperos, como Cypress Hill, Control Machete, Vico C, Magisterio, Gamberroz y Caballeros del Plan G fueron los que le llamó mucha la atención para hacer rap.
Un año más tarde, en una reunión de los colegas de su vecindad, nace la idea de formar un grupo de hip hop, al cual no fue invitado a participar. Cada reunión mientras ellos amenizaban con freestyles nace su inquietud de escribir sus propias letras, realizando así tres canciones grabadas en una cinta de casete y con una grabadora, los cuales tuvieron una muy buena aprobación por parte de sus colegas. Las cintas grabadas llegaron a manos de Doble D, que tenía un grupo en una de las crews más reconocidas de Guadalajara, y es allí que él mismo lo invita a grabar. En 2004 grabó su primer material llamado Lado obscuro bajo el nombre de Chikano. Al pasar un año cambio de crew, y en el 2006, sacó su primer mixtape llamado Get money, con el nombre de "C-Kan".
A principios del 2007 salió su segundo mixtape, llamado Siluetas del rap, y a mediados del mismo año Déjeme afinar los gallos. Es así como Mastered Trax Latino, decide darle la oportunidad de formar parte de su compañía al lado de BODKA37 y MASIBO, formando así la agrupación llamada RADIKALES y poniendo a finales del 2007 el material llamado La rebelión de un sueño.
En 2011 su rostro se convirtió en noticia, aunque no por su música, si no, por un noticiero de Televisa que le pirateó segmentos de su video «La Cosa Esta Dura» donde mostraron su cara y hablarón sobre las pandillas de Guadalajara. Esto lo impulsó a lanzar uno de sus videos más vistos, titulado: «Somos de Barrio».

### 2012: Voy por el sueño de muchos
En enero de 2012 grabó su tercer video y el primero con calidad HD, de la canción: «Me Pongo Joker», producido por Joker Brand México y Lunapsis Films. En entrevista para Lunapsis Films el rapero describió la canción como su himno.

“Para mí se convirtió en un himno, no. Yo me pongo joker todo el tiempo, cuándo compongo, cuando voy por la calle, cuándo me subo al escenario, todo el tiempo uso Joker”.

El 11 de diciembre de 2012, sacó su primer álbum de estudio Voy por el sueño de muchos, que estuvo en el número 1 de ventas en iTunes México. la producción del disco y creación de las instrumentales fueron hechas totalmente por el DJ Maxo, que empezó a trabajar con él en 2011. Este material fue el primero que pudo colocar en plataformas digitales como iTunes, Spotify y Google Play, debido a que los anteriores no tenían la suficiente calidad auditiva para que pudiera subirlas. 
El 8 de octubre de 2013, lanzó en México y Estados Unidos la versión especial del álbum, que incluye los 18 temas del disco y un disco DVD con 19 videos. Algunos de los videos incluidos son, «M.E.X.I.C.O.», «Somos de barrio», «Voy por el sueño de muchos», «Esta vida me encanta», «Mi música es un arma» entre otros, además de videos en vivo.

### 2013 - 2015: Clasificación C y tidal
En 2014 sacó su segundo álbum de estudio Clasificación C, Vol. 1, con colaboraciones a nivel internacional. Con artistas como: MC Magic, Sporty Loco, T López, Pipo Ti y Lil Rob. El álbum entró a los charts de Billboard el 9 de agosto de 2014 alcanzando la posición 42, y siendo el primer álbum del rapero en posicionarse en esta lista.
El 17 de marzo de 2015 lanzó su disco número 18 y tercer álbum de estudio Clasificación C, Vol. 2, alcanzando la posición número 28 en los charts de Billboard, y al top 5 de ventas en tiendas físicas y digitales. Fue ganador a mejor disco de rap por la revista Ritmo Urbano y nominado a los IMAS a mejor disco de rap.
En agosto del 2015, después de haber colaborado con grandes artistas de talla internacional, en sus discos “Clasificación C”, el rapero presentó una propuesta en redes sociales, donde seleccionaría a los mejores para ser parte de esta nueva producción titulada “MexiCKanos”, en la que colaboraria con talentos de la escena nacional, componiendo los coros, entradas y salidas de las canciones, dejando las líricas de rap en los demás artistas.
En octubre de 2015 se convirtió en el segundo artista mexicano en firmar con tidal, con quien lanzó una serie de 3 partes titulada: "Where I'm From", en donde habla sobre el camino al éxito, la historia de su hogar y su vida fuera de los escenarios.

### 2016: Vs, álbumes y debut en televisión
En 2016 hizo una gira por varios estados de México junto al rapero regiomontano MC Davo llamada MC Davo vs C-Kan, pero no se trataba de batallas de rap, a pesar de llevar explícitamente el término Versus en el nombre, presentándose en ciudades como: Monterrey, Guadalajara, Hermosillo, Tijuana etc. sacando 4 canciones para la gira llamadas «Round 1», «Round 2», «Round 3» y «Round 4».
En julio de 2016 sacó su cuarto álbum Antes de todo, Vol. 1 y 2, una recopilación con 26 tracks que hizo al inicio de su carrera con un estilo Underground que grabar en la recámara de su casa porque no contaba con el espacio ni los recursos para hacerlo de una manera más profesional. Las reeditar para darles una producción que las hiciera sonar de una manera más fresca, debido a que las versiones originales no fueron grabadas para escucharse de forma digital no podía colocarlas en plataformas como iTunes o Google Play.
En noviembre de 2016 lanzó su quinto álbum titulado MexiCKanos, que tiene en su portada los colores de la bandera nacional y cuenta con 17 canciones en las que el rapero incluye colaboraciones con nuevos talentos de la música urbana como Eslock Diaz, Melódico, Derian etc. Todas las ganancias y recaudaciones en ventas digitales incluyendo YouTube fueron donadas a las fundaciones El Más Pequeño y Ayuda Axel, Esperanza De Vida que apoyan a personas de cualquier edad en diferentes condiciones de necesidad. El álbum logró el número 24 en la categoría Latin Álbumes de Billboard.
En 2016 compartió escenario con artistas de la talla de Rihanna, Coldplay, Lil Wayne y estuvo invitado en la gira de Yandel Dangerous Tour cortesía de Roc Nation el 12 de septiembre en Los Ángeles y el 13 en San José, California.
Hizo su debut como compositor de banda sonora en 2016, con dos canciones tituladas «María» y «Compadres» para la película de Pantelion Films, Compadres.
En 2016 fue parte del documental Somos Lengua, realizado por el cineasta mexicano Kyzza Terrazas. El documental trata sobre el crecimiento del movimiento del rap/hip-hop en México, y explora las razones por las que un gran número de jóvenes se han identificado con este género musical. El documental incluye apariciones de diversas bandas y exponentes de hip-hop, entre las que destacan Menuda Coincidencia, Bestia Jin, Serko Fu, Tino El Pingüino, Aczino, Tren Lokote, Neto Reyno, DJ Cee, Rabia Rivera, Dabeat Ramírez, Ximbo, Epnos Uno, Yoga Fire, Rojo Córdova, Tocadiscos Trez, Dayra Fyah, Mike Díaz, entre otras.
En 2017 el festival de cine Urbanworld Film Festival de Nueva York, incluyó el documental en la selección oficial de su edición número 21, proyectándolo en una sala del Empire AMC Theater el 22 de septiembre de 2017.

### 2017: Disco de reggae
En mayo de 2017 sacó su sexto álbum de estudio Días de sol en colaboración con Pipo Ti. Es el primer disco de Reggae del cantante, logrando tener éxito en su primera semana de estreno, entrando en el número 12 de los charts de Billboard en las categorías Reggae y Latín Rhythm.
El álbum fue anunciado desde 2015, pero antes de este tenía terminados los discos (The Take Over, Vol. 2, Antes de todo, Vol. 1, Antes de todo, Vol. 2 y MexiCKanos), por lo que tuvo que esperar hasta el 26 de mayo del 2017. Antes de este álbum ya habían trabajado en los temas «Aparece» y «Viajando en una nube». El primer sencillo «De qué me sirve», logró más de 1 millón de reproducciones en 1 día y casi 4 en su primera semana de estreno. El segundo sencillo «Tu y Yo» fue estrenado exclusivamente en Tidal siendo uno de los 55 mejores de 2017. El 9 de octubre anunció el inicio de la gira Días de Sol por toda la unión americana acompañado por el cantante español, Pipo Ti. El 9 de octubre anunció el inicio de la gira Días de Sol por toda la unión americana acompañado por el cantante español, Pipo Ti.

### 2018: The take over, vol. 3 y disco acústico
En diciembre de 2017 fue anunciado el Vol. 3 del disco The Take Over en las redes del sello Mastered Trax.
En entrevista para El Informador dio a conocer que tiene listo un disco totalmente acústico, que incluye boleros, canciones con mariachi y otras con ukulele. En algunas de esas canciones colabora con artistas de la música regional mexicana y cantantes de pop.

### Influencias y estilo
A pesar de que muchas personas etiquetan la música del rapero como reguetón, ha sabido mantener su música en el género del rap. Siendo un cantante profesional, intenta fusionar estilos diversos en sus canciones. El cantante etiqueta su música como rap, en lugar de llamarlo underground, rap harcore o rap conciencia.

“No puedo decir que soy un rapero harcord o gánster rap o rapero romántico, soy un 'homie' de barrio. Soy un periódico de barrio, lo que la gente quiere decir lo ponemos en el rap”.

Su música abarca subgéneros tales como el gangsta rap, hardcore hip hop, political rap, poético, rap conciencia y algunas veces incursionando en otros estilos musicales. (como por ejemplo en la canción «La Cama» que tiene influencias de la música reguetón).
Además de estos, ha nombrado a varios MC's que han influido en su estilo de rapeo y composición de sus canciones, lo que se ha visto reflejado en muchas de sus canciones, entre estos se encuentran Vico C, Big Boy, Eminem, 50 Cent, Snoop Dogg, Tupac Shakur, Bocafloja, Control Machete y H Muda, (específicamente en las canciones «M.E.X.I.C.O.» y «Justicia»). además a influido en el estilo de raperos como Nitro Goyri y Asdrek Cisneros.
Se ha caracterizado por sus buenas rimas que pueden competir con grandes artistas del mismo género, como MC Davo, Residente, Adán Zapata entre otros. Con más de 15 años de carrera es considerado por muchos, uno de los exponentes más sobresalientes de la escena del rap en México. Entre sus canciones se pueden escuchar temas que hablan sobre los problemas que aquejan a las pandillas, acerca de temas más sensibles como el amor y la gente afectada por la delincuencia, además de problemas personales del día a día. Con ello logra crear un claro retrato de la vida que se vive en las calles.
El rapero ha acumulado más de 1500 millones de reproducciones de sus canciones en YouTube. En 2017 ha sido considerado por los medios especializados uno de los raperos mexicanos de mayor difusión. Tanto es el éxito que ha logrado, que se ha dado el lujo de rechazar invitaciones para colaborar en promocionales políticos, comerciales y hasta canciones con Los Ángeles Azules y Calibre 50,

## Canciones

### Soundtracks
- 2016: «María» y «Compadres», (Compadres).[65]
- 2017: «Un par de balas» «La calle sabe mi nombre» «loco (MC Magic)» (Watch Dogs 2).[66]
- 2017: «13 Esposas», (Las 13 esposas de Wilson Fernández).[67]
- 2017: «Thug Vida» (con Mr. Black Bandana), (All Eyez on Me).[68]
- 2017: «Quién contra mi»,(Ingobernable segundo capítulo).[69]

Su acervo está registrado en México en la SACM y en Estados Unidos en BMI.

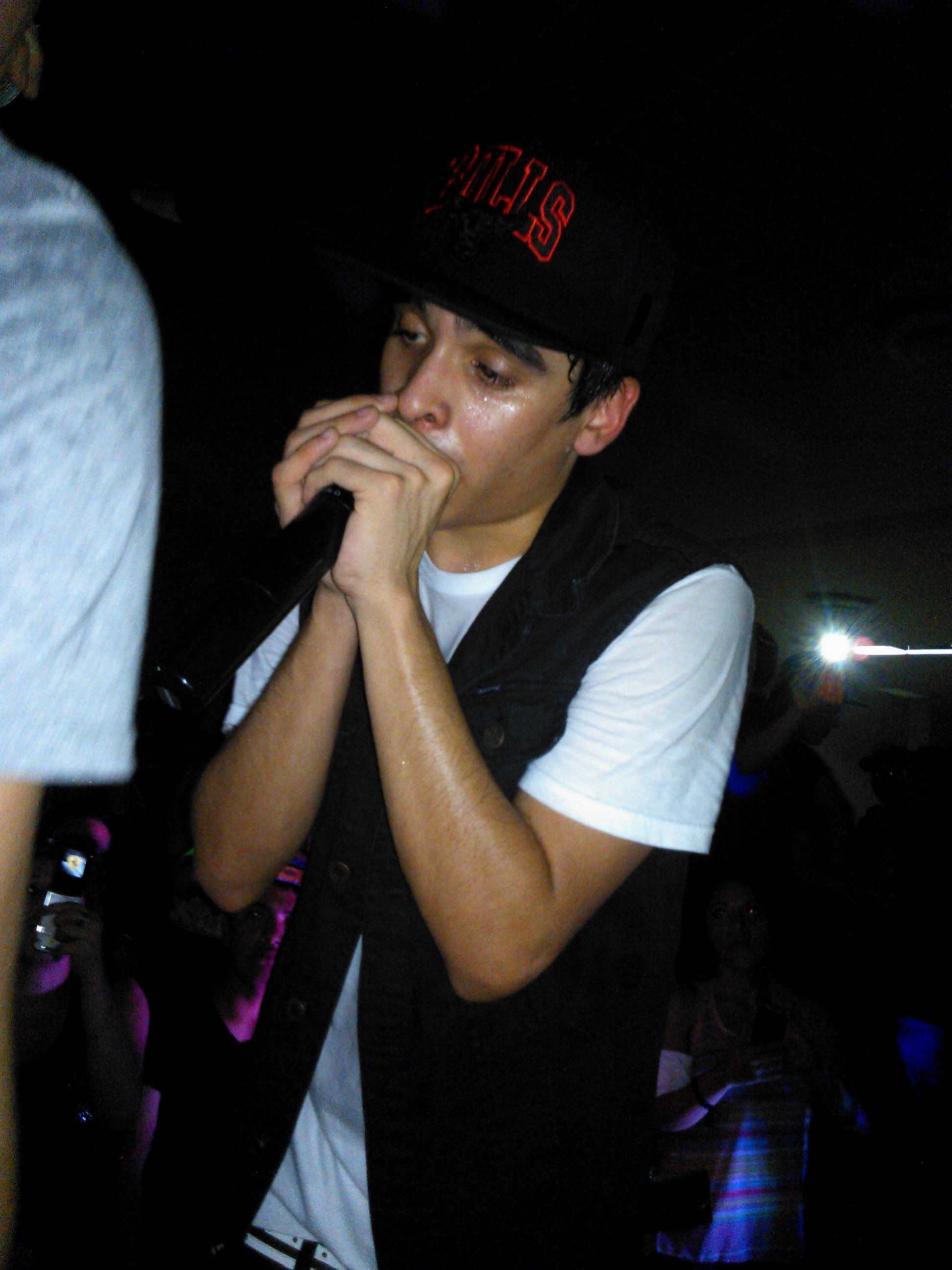
El cantante mexicano MC Davo colabora con C-Kan en «Vuelve» y «Mi música es un arma».

### Colaboraciones
Artículo principal: Colaboraciones de C-Kan
El rapero tiene colaboraciones con artistas como 50 Cent, King Lil G, Lil Rob, Ariana Puello entre otros. Tiene más de 200 colaboraciones de diferentes géneros como reguetón, reggae, banda, corridos, etc. siendo el rapero mexicano con más colaboraciones, de las cuales las más destacadas son las canciones con el rapero regiomontano MC Davo, que superar los 50 Millones de reproducciones como: «Mi Música Es Un Arma», «Round 1», «Round 2» y «Vuelve». Esta última la más vista con más de 171 millones de reproducciones en YouTube.
Las colaboraciones más populares son: «Vuelve» (2013) con MC Davo, «Mi música es un arma» (2013) con Zimple y MC Davo, «Esta vida me encanta» (2013) con Zimple y Don Aero, «Somos de barrio» (2013), «Quiero que sepas» (2014) con MC Magic, «Viajando en una nube» (2014) con Pipo Ti, «Round 1» (2015), «Round 2» y «Round 3» (2016) y «Round 4» (2017) y <<round 5>> (2018) con Chikano Ft. Mc davo .
Remix's
- 2013: «Guadalajara Squad» con Dobleu, Ogarita, Manos, Leazy, Anexo Leiruk, Crox, Tabernario, Ludiko de Balliner.
- 2014: «Puro Party» con Crooked Stilo.
- 2014: «Crazy» con Merc100Man.
- 2014: «Azúcar Morena» con Baby Bash, Big Gemini y Merc100Man.
- 2015: «Grito de paz» con Guelo Star, Franco El Gorila, Chyno Nyno y Prynce El Armamento.
- 2015: «Tonight (Spanish Remix)» con Choo Biggz, Tank y 50 Cent.
- 2015: «Abuso de poder» con Canserbero, ZPU, El B, Norick Silvito, Nesta Rotwaila, Químico y Gabylonia.
- 2016: «If I Should Die» con King Lil G, Nichole y MC Magic.
- 2017: «Yo vivo» y «No vas a poder» con Mr. Lil One.
- 2017: «México» con Lil Rob y Cecy B.
- 2017: «Lowrider» con Baby Bash, Ozomatli y Kid Frost de Frankie J.
- 2017: «Juana» con Kid Ink, Jus D y Phil N Good.
- 2017: «En la calle» con Magic Magno.

## Urbano Fest

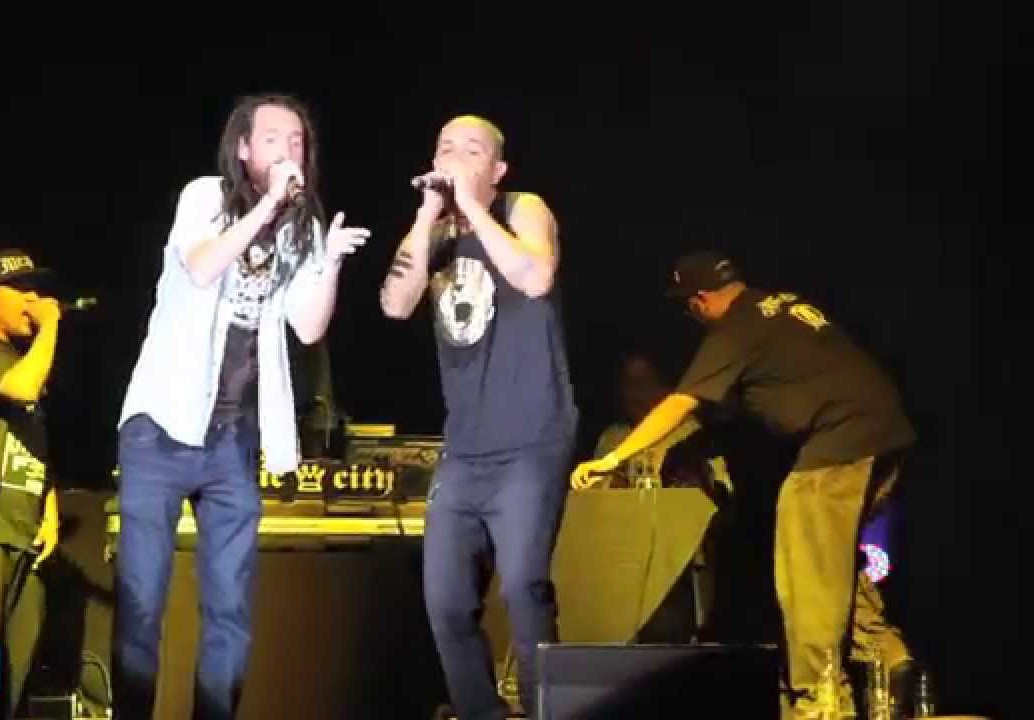
C-Kan y Pipo Ti (Viajando en una nube) en el Urbano F3st - México D. F.

En octubre de 2013 fue el primer rapero en las Fiestas de Octubre de Guadalajara, reuniendo a más de 30 mil personas. El vídeo oficial de la actuación fue subido a YouTube el 21 de octubre de 2013.
En 2014 se presentó nuevamente en el Urbano Fest 2 presentando su segundo álbum Clasificación C, Vol. 1 volviendo a tener lleno total. Se presentaron también los artistas que colaborarón en el disco como Sporty Loco, MC Magic, Prince El Armamento, Lil Rob, Pipo Ti, T López Santa RM y la dominicana Arianna Puello. El video oficial de la actuación fue subido el 15 de diciembre de 2014 a YouTube.
En 2015 el Urbano F3st se realizó el 29 de octubre en el Auditorio Benito Juárez en Guadalajara, Jalisco organizado por Mastered Trax. y el 31 en el Pepsi Center de la Ciudad de México, dos veces más grande, presentando su álbum número 19 y el tercero de estudio Clasificación C, Vol. 2. presentándose músicos nacionales e internacionales con los que ha colaborado directamente y hecho que la escena del hip hop crezca en el país. Sporty Loco, T López, Don Dinero, MC Magic, Charlie Cruz, Little, T López, Don Cheto y MC Davo fueron algunos invitados. El evento fue trasmitido en vivo por TIDAL.

## Reconocimientos
- 2012: Artista Revelación.[85]
- 2015: Micrófono de Oro.[56]
- 2016: Altas Ventas de Discos .[86]

## Vida personal
José Luis Maldonado Ramos "C-Kan" nació el 26 de julio de 1987 en Guadalajara, Jalisco. Tiene siete hermanos, cuatro son mujeres, Noemy, María, Margarita y Daniela.
En varias entrevistas ha declarado ser fan del equipo de fútbol Mexicano Atlas de Guadalajara.c-Kan es abierto acerca de su uso de la Marihuana, y ha afirmado en muchas entrevistas que consigue hacer mejor su trabajo, y también fuma diariamente. Le gusta la literatura, especialmente la de su país (México), pues dice, le interesa la historia del narcotráfico. le gusta leer revistas como Proceso y TV y novelas. 
Siempre esta al pendiente de las redes sociales como Twitter. hasta ahora se conoce que tiene un hijo pero no se sabe más al respecto tomando en cuenta de que el Rapero es muy abierto, en una de sus entrevistas comenta que le hizo varias canciones a la madre de su ``HIJO``.

### Problemas legales
En 2013 inició un juicio, por un problema con su acta de nacimiento (dos nombres de  nacimiento) y así poder solicitar su pasaporte. El juicio duro 2 años y a finales del 2016 le entregaron su pasaporte que le permitió salir del país.

## Ideología política y crítica social
C-Kan es un acérrimo a la legalización de la marihuana en México, porque le gusta y forma parte de su vida.
Por otra parte, tanto en sus declaraciones de prensa como en sus conciertos suele enviar mensajes críticos de contingencia político-social, utilizando las palabras o bien mensajes en sus camisetas o en el cuerpo. En 2015, en el programa de Televisa Turnocturno, apareció con una camiseta de Enrique Peña Nieto que tenía la cara de la Santa Muerte. C-Kan dice estar en contra del monopolio de la información. También hace canciones en contra del aborto y a favor de las madres solteras. En entrevista para mondosonoro, dijo lo siguiente: 

Quiero demostrar que en México no solo son cabezas cortadas como dice la CNN, es un país con una gran riqueza, solidario y agradecido.

### Crítica a Donald Trump y Enrique Peña Nieto
Desde 2015 ha hecho varias canciones en contra de los presidentes Enrique Peña Nieto y Donald Trump. Las canciones más populares son: «Por El Mexicano», «Soy Ilegal» y «Abuso de Poder». El 6 de febrero lanzó una canción con una fuerte crítica hacia el gobierno mexicano de Enrique Peña Nieto, la cual tituló «Semillas» acompañado de Bobby Castro y T López.

## Discografía
8 álbumes de estudio, 3 álbumes de estudio de varios artistas, 1 álbum de estudio a dúo, 6 álbumes independientes, 6 álbumes independientes en grupo, 3, álbumes independientes a dúo.
Artículo principal: Discografía de C-Kan
| Álbumes de estudio - 2012: Voy por el sueño de muchos - 2014: Clasificación C, Vol. 1 - 2015: Clasificación C, Vol. 2 - 2016: Antes de todo, Vol. 1 - 2016: Antes de todo, Vol. 2 - 2016: MexiCKanos - 2020: Baúl - 2021: Mi Canción | Álbumes independientes - 2004: Lado obscuro - 2007: Déjeme afinar los gallos - 2008: De ahora en adelante - 2009: Pedazos de mi - 2009: Sentimientos y negocios - 2011: Street tape Álbumes en grupo - 2007: La rebelión de un sueño (como RADIKALES). - 2008: Featuring varios (como RADIKALES). - 2008: La clika de los perros (como La Clika de Los Perros). - 2008: C-Klan (como La Clika de Los Perros). - 2009: Nadie lo sabía - 2009: La mafia de la c (como La Mafia de La C). Álbumes a dúo - 2006: Get money (con Pistolero). - 2007: Siluetas del rap (con Dedos). - 2010: Wep up in diz (con Bodka 37). | Álbumes de studio de Varios Artistas - 2015: The Take Over, Vol. 1 - 2016: The Take Over, Vol. 2 - 2018: The Take Over, Vol. 3 Álbumes de studio a dúo - 2017: Días de sol (con Pipo Ti). |

## Filmografía

### Documentales y series
| Año  | Título         | Personaje | Nota                                                    |
| ---- | -------------- | --------- | ------------------------------------------------------- |
| 2015 | Where I'm From | "C-Kan"   | Primera serie sobre él, TIDAL.                          |
| 2016 | Somos Lengua   | "C-Kan"   | Primera aparición del artista en la industria del cine. |

## Premios y nominaciones
Indie-O Music Awards
| Año  | Premio | Categoría               | Obra                    | Resultado | Ref.    |
| ---- | ------ | ----------------------- | ----------------------- | --------- | ------- |
| 2015 | IMAS   | Mejor Disco Rap/Hip Hop | Clasificación C, Vol. 1 | Nominado  | [ 106 ] |
| 2016 | IMAS   | Premio J&B de la Gente  | Clasificación C, Vol. 2 | Ganador   | [ 107 ] |
| 2016 | IMAS   | Mejor Disco Rap/Hip Hop | Clasificación C, Vol. 2 | Nominado  | [ 31 ]  |

Ritmo Urbano
| Año  | Premio       | Categoría            | Obra                    | Resultado | Ref.    |
| ---- | ------------ | -------------------- | ----------------------- | --------- | ------- |
| 2015 | Ritmo Urbano | Mejor Evento         | Urbano F3st             | Ganador   | [ 108 ] |
| 2015 | Ritmo Urbano | Mejor Disco de 2015  | Clasificación C, Vol. 2 | Ganador   | [ 109 ] |
| 2016 | Ritmo Urbano | Mejor Video de 2016  | Jodanse Colegas         | Nominado  | [ 110 ] |
| 2018 | Ritmo Urbano | Mejor Rapero de 2018 | C-Kan                   | Nominado  | [ 111 ] |

Fans Choice Awards
| Año  | Premio             | Categoría | Obra  | Resultado | Ref.    |
| ---- | ------------------ | --------- | ----- | --------- | ------- |
| 2016 | Fans Choice Awards | Urbano    | C-Kan | Nominado  | [ 112 ] |
| 2017 | Fans Choice Awards | Urbano    | C-Kan | Nominado  | [ 113 ] |

Urban Music Awards
| Año  | Premio             | Categoría                     | Obra  | Resultado | Ref.    |
| ---- | ------------------ | ----------------------------- | ----- | --------- | ------- |
| 2017 | Urban Music Awards | Artista del Año (Sur América) | C-Kan | Ganador   | [ 114 ] |

Flow Euro Academy Awards
| Año  | Premio                   | Categoría                                           | Obra                      | Resultado | Ref.    |
| ---- | ------------------------ | --------------------------------------------------- | ------------------------- | --------- | ------- |
| 2017 | Flow Euro Academy Awards | Mejor Rap / Miglior Rap / Be Rap                    | Round 4 (ft. MC Davo)     | Ganador   | [ 115 ] |
| 2017 | Flow Euro Academy Awards | Mejor Trap / Miglior Trap Street / Best Street Trap | Cae La Ley (ft. HomeBoys) | Nominado  | [ 115 ] |

Vive
| Año  | Premio | Categoría       | Obra  | Resultado | Ref. |
| ---- | ------ | --------------- | ----- | --------- | ---- |
| 2018 | Vive   | Artista del año | C-Kan | Ganador   |      |

Spotify Awards
| Año  | Premio         | Categoría                          | Obra  | Resultado | Ref.    |
| ---- | -------------- | ---------------------------------- | ----- | --------- | ------- |
| 2020 | Spotify Awards | Artista Hip hop más escuchado 2020 | C-Kan | Nominado  | [ 116 ] |